# Ахмед Авад бин Мубарак
Ахмед Авад бин Мубарак (араб. أحمد عوض بن مبارك‎; род. 1968, Аден) — йеменский политический и государственный деятель. Премьер-министр Йемена с 5 февраля 2024 года. Мубарак также является нынешним министром иностранных дел Йемена. Ранее был послом Йемена в Соединённых Штатах.

## Ранняя и личная жизнь
Родился в 1968 году в Адене. У него трое детей. Его отец был торговцем.
Мубарак получил степень доктора философии в области делового администрирования в Багдадском университете и является профессором Университета Саны, где возглавляет центр делового администрирования, которым совместно управляют Университет Саны и Маастрихтская школа менеджмента (MSM). Доктор Мубарак является профессором совместной программы MBA, проводимой MSM и Университетом Саны.
Ранее работал консультантом в многочисленных международных проектах в Йемене в области образования, занятости и международного развития. Он также является членом административного совета Фонда развития молодых лидеров и возглавлял множество административных консультаций, учебных занятий и семинаров для ряда государственных и частных ассоциаций в Йемене, Бахрейне, Бурунди, Эфиопии, Румынии, Нидерландах, Франции и Германии.
В Университете науки и технологий в Сане он занимал должность начальника отдела административных информационных технологий, маркетинга и управления производством, а также был менеджером по обеспечению качества и развития с 2007 по 2009 год.

## Политика
В марте 2013 года Бин Мубарак был избран генеральным секретарём конференции по диалогу национального примирения, состоящей из представителей всех политических партий и гражданских групп, которым было поручено проведение реформ. Она была распущена в январе 2014 года после утверждения федеральной политической системы в стране. В то время он был директором администрации президента.
После того, как поддерживаемое Саудовской Аравией правительство Йемена подвергло бомбардировке север страны, хуситы, чья традиционная родина находится на севере, недалеко от границы с Саудовской Аравией, протестовали в столице Сане. Вооружённые протестующие захватили правительственные территории. Это восстание привело к отставке премьер-министра Мухаммеда Басиндвы. Президент Абд-Раббу Мансур Хади повысил бин Мубарака с должности главы администрации и назначил премьер-министром, несмотря на оппозицию хуситов, сославшись на отсутствие официального соглашения, разрешающего конфликт. Однако 9 октября 2014 года Ахмед ушёл с этого поста.
Бин Мубарак был похищен боевиками, которые, как полагают, были лояльны бывшему президенту Али Абдалле Салеху, в Сане 17 января 2015 года. 21 января хуситы и правительственные чиновники достигли соглашения о прекращении многомесячного военного и политического противостояния в столице, которое, как сообщалось, должно было включать освобождение бин Мубарака, но соглашение быстро рухнуло, поскольку Хади и его министры ушли в отставку под давлением повстанцев. По сообщениям, он был освобождён в мухафазе Шабва 27 января, через десять дней после его похищения.
3 августа 2015 года был назначен послом Йемена в Соединённых Штатах, а также был назначен послом при Организации Объединённых Наций в 2018 году.

## Премьер-министр Йемена (с 2024)
5 февраля 2024 года международно признанный президентский руководящий совет Йемена назначил Бин Мубарака премьер-министром, сменив Маина Абделя Саида.